# Maurice G. Dantec
Maurice G. Dantec, född 13 juni 1959 i Grenoble, död 25 juni 2016 i Montréal, var en fransk och sedermera kanadensisk författare. Han började skriva kriminalromaner på 1990-talet och fick genomslag med sina science fiction-berättelser. Från tiden kring millennieskiftet och framåt kom hans böcker att ha inslag av kristen teologi och mystik tillsammans med tankar om teknologisk utveckling.

## Liv och gärning
Maurice G. Dantec växte upp i en kommunistisk familj och studerade modern litteratur innan han satsade på en musikkarriär. Denna kulminerade 1980 med ett fullängdsalbum med rockgruppen Artefact. Under 1980-talet arbetade han sedan som reklamskribent. Han romandebuterade 1993 med polisromanen La Sirène rouge, som tilldelades Trophée 813 för årets bästa franskspråkiga kriminalroman. Den följdes 1995 av Les Racines du mal, också en kriminalroman, där han tillförde ett science fiction-inslag i form av artificiell intelligens. Denna roman tilldelades Grand prix de l'Imaginaire och Prix Rosny aîné, två priser för fransk fantastiklitteratur.
År 1998 flyttade Dantec till Montréal i Québec där han fortsatte att skriva science fiction samt artiklar och essäer. Mellan 2000 och 2007 gav han ut vad han kallade en "metafysisk och polemisk dagbok" i tre band, med inspiration från Léon Bloys dagböcker. Med Villa Vortex, den första delen i en tilltänks trilogi med namnet Liber mundi, dök teologi och kristen mystik för första gången upp som ett viktigt inslag i Dantecs romankonst. Detta är även centralt i Cosmos Incorporated och dess uppföljare Grande Jonction, som avhandlar högteknologisk automatisering och kristen messianism.
Dantec var skribent för den quebekiska konservativa tidskriften Égards. Han beskrev sig som "katolsk futurist" och under en period som "kristen sionist". Journalisten Daniel Lindenberg tog upp Dantec i sin bok Le Rappel à l'ordre : Enquête sur les nouveaux réactionnaires ("maning till ordning – översikt över de nya reaktionärerna") från 2001, som handlar om författare och intellektuella som delar en vänsterradikal bakgrund, men på olika vis har gjort avsteg från denna. Övriga avhandlade i boken är bland annat Michel Houellebecq, Pierre Manent, Alain Finkielkraut, Pierre-André Taguieff, Philippe Muray och Pascal Bruckner. Dessa har genom Lindenberg ibland givits beteckningen néo-réactionnaire eller néo-reac i den franska samhällsdebatten. Det franska etablissemanget reagerade ytterligare negativt när Dantec under 2000-talet beklagade sig över "Europas dekadens", talade om en "civilisationernas sammanstötning" och tog ställning för grupper som Bloc identitaire.
Dantec avled i Montréal 25 juni 2016 i en hjärtinfarkt.

## Utgivet
- La Sirène rouge (1993)
- Les Racines du mal (1995)
- Babylon Babies (1999)
- Manuel de survie en territoire zéro. Le Théâtre des opérations 1 : journal métaphysique et polémique, 1999 (2000)
- Laboratoire de catastrophe générale. Le Théâtre des opérations 2 : journal métaphysique et polémique, 2000-2001 (2001)
- Dieu porte-t-il des lunettes noires ? et autres nouvelles (2003)
- Périphériques : essais et nouvelles (2003)
- Villa Vortex (2003)
- Cosmos Incorporated (2005)
- Grande Jonction (2006)
- American Black Box. Le Théâtre des opérations 3 : journal métaphysique et polémique, 2002-2006 (2007)
- Artefact : Machines à écrire 1.0 (2007)
- Comme le fantôme d'un jazzman dans la station Mir en déroute (2009)
- Métacortex (2010)
- Satellite Sisters (2012)
- Les Résidents (2014)

## Filmatiseringar
- La Sirène rouge (2002), regi Olivier Megaton
- Babylon A.D. (2008), regi Mathieu Kassovitz